# Vrij Historisch Onderzoek
Die Vereinigung Vrij Historisch Onderzoek (kurz VHO; niederländisch „Freie Historische Forschung“ oder „Freie Historische Untersuchung“) ist eine rechtsextremistische Organisation mit Sitz im belgischen Antwerpen (Flandern). Sie wurde 1985 von den Brüdern Siegfried Verbeke und Herbert Verbeke gegründet. Die Tätigkeiten der VHO werden maßgeblich von Siegfried Verbeke geleitet. Ihre Tätigkeiten gingen laut Verfassungsschutzbericht 2004 des Bundesinnenministeriums zurück, was auf finanzielle Probleme und das verstärkte Vorgehen der belgischen Polizei zurückgeführt wird.
Die von der VHO betriebene Website wurde maßgeblich von Germar Rudolf betreut und bietet eine Vielzahl von holocaustleugnenden Texten. Über verlinkte Mailorder-Kataloge können rechtsextremistische Bücher und Schriften bestellt werden, die zumeist in Deutschland indiziert sind und beschlagnahmt wurden. Die Website des VHO zählt sich selbst zu den „größten revisionistischen Websites weltweit“. Offiziell ist die Website im Besitz des Castle-Hill-Verlags in Hastings (England).

## Vierteljahreshefte für freie Geschichtsforschung
Die erste Ausgabe der Vierteljahreshefte für freie Geschichtsforschung (VffG) wurde im März 1997 von der VHO herausgegeben und von Belgien aus, teilweise unaufgefordert, verschickt. Seit 1998 wird die Zeitschrift von Germar Rudolf mit seinem in Großbritannien ansässigen Verlag Castle Hill Publishers herausgegeben; Rudolf ist zugleich Chefredakteur der VffG.
Darüber hinaus ist die VHO seit 2002 zusammen mit dem CODOH der Herausgeber der Zeitschrift The Revisionist. Vom Verfassungsschutz werden die Vierteljahreshefte als „pseudowissenschaftlich aufgemachte Publikation“, eingestuft, in der „vornehmlich der Völkermord an den europäischen Juden geleugnet und deutsche Kriegsverbrechen relativiert“ werden.

## Unterstützung aus anderen rechtsextremen Vereinigungen
Der nachmalig wegen Holocaustleugnung verurteilte VHO-Leiter Siegfried Verbeke wurde von der rechtsextremen niederländischen und flämischen Vereinigung Voorpost im Jahr 2005 durch eine Geldspende unterstützt.